# Латино-никейская война (1211—1214)
Латино-никейская война (1211—1214) — вооруженное противостояние войск Латинской империи и Никейской империи. Первая получила поддержку от Трапезундской империи.

## Предыстория
В ходе Четвёртого крестового похода крестоносцы смогли в апреле 1204 года захватить и разорить столицу Византии Константинополь, после чего образовали там собственное государство Латинскую империю. В дальнейшем крестоносцы стали завоевывать другие территории Византийской империи.
На землях Византии провинциальные прониары составляли наиболее авторитетный слой и фактически представляли собой единственную силу, с которой завоевателям приходилось считаться всерьез. Они покорялись без борьбы лишь в том случае, если им гарантировалось дальнейшее владение их имениями.
В Латинской империи прежняя византийская знать была первоначально отстранена от управления государством. Тем не менее, многие византийские феодалы встроились в структуру управления завоевателей, а народные массы, внутренне не смирившись, оставались на своей родине. Положение народных масс с их переходом под власть Латинской империи сильно не изменилось, но многие были недовольны заносчивостью завоевателей и церковным подчинением византийцев власти папы римского через принуждение со стороны новых властей.
Немалое число византийских вельмож покинуло территории, отошедшие к Латинской империи. Они, при поддержке местных жителей, создали на еще не захваченных землях Византии свои государства (Никейская империя, Эпирское царство, Трапезундская империя). 
В Малой Азии при зяте императора Византии Алексея III Ангела Феодоре Ласкарисе возникла Никейская империя, ставшая серьезным соперникам Латинской империи в борьбе за контроль над бывшими византийскими территориями. Однако в 1204 году крестоносцы разбили никейцев при Пиманионе (1204), а затем захватили большинство городов Вифинии. Однако во Фракии вспыхнули восстания византийцев против Латинской империи, а затем болгары разбили латинские войска при Адрианополе (1205). После этого латиняне были вынуждены оставить все завоеванные земли в Малой Азии, кроме города Пиги. Император Никейской империи Феодор I Ласкарис, опираясь на экономические ресурсы (плодородные земли и доходы от зажиточных городов Вифинии) и поддержку Вселенского патриарха, организовал эффективную оборону. Помимо этого, он смог установить свое господство в западной Малой Азии в результате противостояния со своими соперниками в данном регионе (Трапезундская империя, неподконтрольные ему феодалы).
Между тем, новым латинским императором стал Генрих I Фландрский, он смог привлечь на свою сторону часть местного населения на захваченных землях Византии путем уступок. Он принял на службу ряд знатных византийских вельмож, включил византийских архонтов в состав нового господствующего слоя (часть архонтов и архонтопулов были включены в состав низшего слоя феодальной знати), предложил византийскому чиновничеству различные должности в управлении Латинской империи. Некоторые византийцы стали приближенными императора Генриха I. Данный император также сделал уступки православной церкви.
В 1206 году Латинская империя снова начинает войну с Никейской, но нападения болгар сорвали наступление латинян, а в 1207 году они заключили перемирие с никейцами. В 1209 году Латинская империя заключила тайный союз с Румским султанатом, враждовавшим с Никейской империей. Никейская империя заключила союз с Малой Арменией. В 1211 году Никейская империя разбила Румский султанат в битве при Антиохии,что привело к ее победе в войне с султанатом.

## Ход войны
В 1211 году активизировались боевые действия между Латинской и Никейской империями. Предположительно, никейский император Феодор I Ласкарис планировал при помощи своего флота напасть на Константинополь. По крайней мере, латинский император Генрих I Фландрский приписывает ему это намерение в отправленном 13 января 1212 года из лагеря под Пергамом на Запад послании.
Боевые действия латино-никейской войны (1211—1214) состояли из небольших столкновений на западе Малой Азии. В ней участвовали немногочисленные войска. Во время данной войны действовал союз Латинской и Трапезундской империй против Никейской империи, данный союз действовал с 1206 по 1212 годы. В то же время помощь, которую латиняне получали из Западной Европы, была незначительной.
Перед началом войны никейский император отправлял во все области к византийцам воззвания, призывая к участию в походах на Константинополь. При этом Латинская империя сама готовилась напасть на Никейскую империю. По мнению российского и советского историка-византиниста Ф. И. Успенского, «оба противника хотели предупредить друг друга, и оба располагали такими силами, каких не имели прежде». 
Стоит отметить то, что никейские земли Малой Азии, за которые шла борьба в этой войне, были довольно богатыми.  

### Боевые действия
Успенский пишет о начале боевых действий Никейской империей, напавшей на город Пиги в Малой Азии. Однако латинские войска разбили их в первом сражении, никейцы понесли большие потери. Далее войска Латинской империи разорили Мизию, во время этого разорения они не щадили крестьян Никейской империи. Никейские войска же только делали завоевателям мелкие засады. 
15 октября 1211 года латиняне разбили никейцев в битве при Риндаке. Перед этой битвой никейцы подготовили для латинян засаду у реки Риндак. В ходе битвы рыцарская армия атаковала их позиции и разбила войско Никейской империи в бою, занявшем целый день. После этого войска Латинской империи прорвались к Пергаму и Нимфею. В ходе боевых действий войска Латинской империи смогли занять почти все земли Никейской империи, однако никейские крепости успешно оборонялись. Население Никейской империи вело партизанскую войну против завоевателей.

Ф. И. Успенский так описывает положение Латинской империи в этой войне:
«Франки [латиняне] покорили крестьянское население до турецких пределов и заставили платить им подати, но о взятии ими не только Никеи, но и других укрепленных старых городов не слышно. Как только франки уходили, власть Ласкаря восстанавливалась, а гарнизонов Генрих оставлять не мог по неимению людей. Через два года Генрих прошел Мизию до Нимфея (недалеко от Смирны), но повсюду заставал села, покинутые жителями».
Латинские войска смогли захватить никейскую крепость Пиманинон. Бои за другую никейскую крепость Лентиана продлились 40 дней. Никейцы во главе с Константином Ласкарисом, страдая от нехватки воды и пищи, держали оборону. Они были вынуждены есть кожу со своих щитов. Тем не менее, гарнизон смог отбить штурмы осаждавших. В ходе боевых действий латиняне смогли пробить стены крепости с помощью стенобитных орудий. Однако гарнизон зажёг большой костёр по периметру стен, что продлило срок обороны Лентианы. Летом 1212 года крепость сдалась. В плен к завоевателям попали знатные пленники — руководитель гарнизона Константин Ласкарис, а также Андроник Палеолог. Они были отпущены. Другие пленники были взяты в армию Латинской империи. Российский и советский византинист Ф. И. Успенский отмечает то, что осада Лентиана поглотила последние силы латинян. Историк-византинист Г. А. Острогорский считает, что к концу войны обе воюющие стороны были обессилены. Латинская империя попыталась принять на службу никейских архонтов и аристократов, создавая подвластные себе баронии во главе с ними, как во Фракии. Во главе всех покорных никейцев латинский император Генрих I Фландрский поставил Георгия Феофилопула и вверил им охрану восточных пределов своей империи. Тем не менее, созданная Латинской империей система управления не могла устоять против никейского императора Феодора I Ласкарис, который был популярен среди крестьян, горожан и духовенства.  

## Мирный договор
По мнению Г. А. Острогорского, мирный договор стороны заключили в 1214 году. Однако историки С. П. Карпов и И. Н. Попов придерживаются мнения о том, что мир был заключён в 1213 году. По условиям мирного договора Латинская империя получила район побережий Мраморного и Эгейского морей от Никомидии до Адрамиттия. Г. А. Острогорский отмечает то, что оба государства признали право друг друга на существование, а также то, что между ними установилась ситуация равновесия и определенная стабилизация отношений.  